# Saint-Ange-et-Torçay
Saint-Ange-et-Torçay är en kommun i departementet Eure-et-Loir i regionen Centre-Val de Loire strax norr om centrala Frankrike. Kommunen ligger i kantonen Châteauneuf-en-Thymerais som tillhör arrondissementet Dreux. År 2022 hade Saint-Ange-et-Torçay 284 invånare.

## Befolkningsutveckling
Antalet invånare i kommunen Saint-Ange-et-Torçay
Referens:INSEE